# 貝茜·布蘭特
貝茜·布蘭特（英語：Betsy Brandt，1973年3月14日—）是一位美國女演員和監製。她知名於在AMC犯罪劇《絕命毒師》（2008－2013年）和衍生劇《絕命律師》（2022年）中飾演瑪麗·史瑞德，以及在CBS處境喜劇《生活點滴》（2015－2019年）中飾演希瑟·休斯（Heather Hughes）。

## 早年生活
貝茜·布蘭特於1973年3月14日出生在美国密西根州貝城，有德國血統。她於1991年畢業在密西根州奧本的貝城西部高中。她從小就對戲劇產生興趣，但與許多同齡人不同的是相比起自己演出，她對執導舞台劇更感興趣。
布蘭特於1996年在伊利诺伊大学厄巴纳-香槟分校（UIUC）取得藝術學士學位。她在哈佛大学戲劇進階訓練學院攻讀藝術碩士學位，並在格拉斯哥的蘇格蘭皇家音樂學院留學。畢業後她搬到华盛顿州西雅圖並在劇院工作，同時開始出演幾部短片。

## 職業生涯
布蘭特客串過許多電視劇，其中比較知名的有《法外柔情》（2001年）、《失蹤現場》（2003年）、《仁心仁術》（2003年）、《法網豪情》（2004年）、《重返犯罪現場》（2004年）和《波士顿法律》（2007年）。
2008－2013年，她在AMC犯罪劇《絕命毒師》中主演瑪麗·史瑞德，且在最終得到瑪麗這個角色之前分別試鏡了三個不同的角色；她在2022年《絕命律師》大結局中回歸客串這個角色。
2012年，布蘭特在NBC家庭喜劇《为人父母》中飾演桑迪（Sandy）。次年，她在NBC處境喜劇《邁克爾·J·福克斯秀》中主演安妮·亨利（Annie Henry），她的演出得到正面的評價。
2014年，她被選中在蘇珊娜·格蘭特開創的ABC喜劇《會員專享》中主演李絲麗·霍姆斯（Leslie Holmes），但最終該劇在首播前就被取消。2015－2019年，她在CBS處境喜劇《生活點滴》中主演希瑟·休斯（Heather Hughes）；該劇在播出四季後被取消。

## 個人生活
布蘭特與同為UIUC畢業生的格雷迪·奧爾森（Grady Olsen）在1996年結婚，他們育有兩個孩子。2008年，她在《絕命毒師》第二季製作期間生下第二個孩子。

## 作品列表

### 電影
| 年份 | 標題                        | 角色              | 附註 |
| ---- | --------------------------- | ----------------- | ---- |
| 1998 |                             | 娜塔莎（Natasha）        | 短片 |
| 1998 |                             | 香奈兒（Chanel）        | 短片 |
| 2001 |                             | 瑞秋（Rachel）          | 短片 |
| 2001 | 導演                        |                   |      |
| 2005 | 《書架人生》 （英語：Shelf Life）     | 尼基·雷諾茲（Nikki Reynolds）   |      |
| 2005 |                             | 珍妮佛（Jennifer）        | 短片 |
| 2006 |                             | 不適用            | 影片 |
| 2011 | 《傑瑞米·芬克與生命的意義》 | 札萊斯基夫人（Madame Zaleski）  |      |
| 2012 | 《魔力麦克》                | 銀行家            |      |
| 2013 |                             | 教授              | 短片 |
| 2015 |                             | 海莉·雪諾（Haley Snow）     |      |
| 2016 | 《克萊兒的秘密》            | 克萊兒·亨格（Claire Hunger）   |      |
| 2016 | 《我們之間》                | 琪琪（Gigi）          |      |
| 2017 |                             | 費歐娜·桑德斯（Fiona Sanders） |      |
| 2017 | 露絲（Ruth）                    |                   |      |
| 2018 | 《我們是土狼》              | 珍妮（Jeanine）          |      |
| 2019 |                             | 荷莉（Holly）          | 短片 |
| 2019 | 《男友直起來》              | 托潘加（Topanga）        |      |
| 2020 | 《親愛的快逃》              | 茱蒂（Judy）          |      |
| 2020 | 安雅·格里羅（Anya Grillo）             |                   |      |
| 2022 | 《替身演員》                | 凱薩琳·羅伊斯（Kathryn Royce） |      |
| 2022 | 《岩洞》 （英語：The Grotto）         | 愛麗絲·肯德爾（Alice Kendall） |      |
| 2024 |                             | 安（）            | 短片 |

### 電視
| 年份       | 標題                            | 角色                        | 電視台                        | 附註                                                  |
| ---------- | ------------------------------- | --------------------------- | ----------------------------- | ----------------------------------------------------- |
| 2001       | 《法外柔情》                    | 伊莉莎白·格蘭森（Elizabeth Granson）         | CBS                           | 單集：“Imbroglio”                                     |
| 2002       | 《执法悍将》                    | 李絲麗·羅森鮑姆（Leslie Rosenbaum）         | CBS                           | 單集：“The Promised Land”                             |
| 2003       | 《法外情真》                    | 蘇菲亞·特羅基（Sofia Trokey）           | CBS                           | 單集：“The Intersection”                              |
| 2003       | 《失蹤現場》                    | 莉比·庫爾特（Libby Coulter）             | CBS                           | 2集                                                   |
| 2003       | 《仁心仁術》                    | 弗蘭妮·邁爾斯（Franny Myers）           | NBC                           | 單集：“Death and Taxes”                               |
| 2004       | 《法網豪情》                    | 琳達·霍布斯（Lynda Hobbs）             | ABC                           | 單集：“Adjourned (a.k.a. Cheers)”                     |
| 2004       | 《重返犯罪現場》                | 芭芭拉·斯溫警員（PO Barbara Swain）         | CBS                           | 單集：“The Good Wives Club”                           |
| 2004       | 《昨日當盛年》                  | 諾諾（Nono）                    | CBS                           | 電視影片                                              |
| 2005       | 《醫霧調查》                    | 凱倫·班克斯（Karen Banks）             | NBC                           | 單集：“Ice Station”                                   |
| 2006       | 《律政俏主婦》                  | 凱倫·蘭德爾（Karen Randall）             | CBS                           | 單集：“Reasonable Doubts”                             |
| 2006       | 《CSI犯罪現場》                 | 唐·漢森（Dawn Hanson）                 | CBS                           | 單集：“Burn Out”                                      |
| 2007       | 《鏡頭人生》                    | 薩拉·羅斯（Sara Rose）               | Lifetime                      | 單集：“Aliens”                                        |
| 2007       | 《波士顿法律》                  | 關·理查茲（Gwen Richards）               | ABC                           | 單集：“Hope and Gory”                                 |
| 2008－2013 | 《絕命毒師》                    | 瑪麗·史瑞德                 | AMC                           | 主要角色；62集                                        |
| 2009       | 《絕命毒師外傳》 （英語：Breaking Bad: Original Minisodes）     | 瑪麗·史瑞德                 | AMC                           | 主要角色；2集                                         |
| 2010       | 《邁城急救》                    | 達娜（Dana）                    | CBS                           | 單集：“Medicine Man”                                  |
| 2010       | 《真相背後》                    | 特蕾莎·本尼迪克塔修女（Sister Theresa Bendicta）   | ABC                           | 單集：“Thicker Than Water”                            |
| 2011       | 《非凡家庭》                    | 莉娜·霍普金斯博士（Dr. Lena Hopkins）       | - ABC（美國） - CTV（加拿大） | 單集：“No Ordinary Double Standard”                   |
| 2011－2012 | 《醫診情緣》                    | 喬安娜·吉布斯（Joanna Gibbs）           | ABC                           | 2集                                                   |
| 2012       | 《律海佳人》                    | 娜塔莉·羅伯茨（Natalie Roberts）           | USA電視台                     | 單集：“Shattered”                                     |
| 2012－2014 | 《为人父母》                    | 桑迪（Sandy）                    | NBC                           | 常設角色；7集                                         |
| 2013       | 《逝者之證》                    | 蘇珊·哈特（Susan Hart）               | ABC                           | 單集：“Eye for an Eye”                                |
| 2013－2014 | 《邁克爾·J·福克斯秀》           | 安妮·亨利（Annie Henry）               | NBC                           | 主要角色；22集                                        |
| 2014       | 《性爱大师》                    | 芭芭拉·桑德森（Barbara Sanderson）           | Showtime                      | 常設角色；7集                                         |
| 2015       | 《斧子警察》                    | 不適用                      | FXX                           | 配音；單集：“Night Mission: The Moon”                 |
| 2015       | 《會員專享》                    | 李絲麗·霍姆斯（Leslie Holmes）           | ABC                           | 電視影片（首播集）                                    |
| 2015－2019 | 《生活點滴》                    | 希瑟·休斯（Heather Hughes）               | CBS                           | 主要角色；22集                                        |
| 2016       | 《兒童醫院》                    | 基德醫生（Dr. Kids）                | The WB                        | 單集：“Kids Hospital”                                 |
| 2016       | 《特工老爹》                    | 喬斯琳護士（Nurse Jocelyn）              | TBS                           | 配音；單集：“Stan-Dan Deliver”                        |
| 2017       | 《痴迷》 （英語：FANatic）             | 泰絲·丹尼爾斯／加拉尼卡（Tess Daniels / Galanica） | 不適用                        | 電視影片                                              |
| 2017       | 《弗林特》                      | 李安·沃特斯（LeeAnne Walters）             | Lifetime                      | 電視影片                                              |
| 2019       | 《皮爾森》                      | 史蒂芬妮·諾瓦克（Stephanie Novak）         | USA電視台                     | 常設角色；6集                                         |
| 2019－2021 | 《天菜老爸》                    | 卡洛琳（Caroline）                  | CBS                           | 常設角色；5集                                         |
| 2020       | 《最重要的小事》                | 科琳·史都華（Colleen Stewart）             | ABC                           | 單集：“'Til Death Do Us Part”                         |
| 2020       | 《靈魂伴侶》                    | 凱特琳·瓊斯（Caitlin Jones）             | AMC                           | 常設角色；單集：“The (Power) Ballad of Caitlin Jones” |
| 2021       | 《北極的家庭主婦們》 （英語：The Housewives of the North Pole） | 戴安娜（Diana）                  | 孔雀                          | 電視影片                                              |
| 2021－2022 | 《親愛的初戀》                  | 唐·韋斯頓（Dawn Westen）               | Hulu／Disney+                 | 常設角色；6集                                         |
| 2022       | 《絕命律師》                    | 瑪麗·史瑞德                 | AMC                           | 單集：“薩爾不再”                                      |
| 2023       | 《被告人》                      | 卡拉（Kara）                    | FOX                           | 單集：“Jessie's Story”                                |
| 2023       | 《聖十字》                      | 米亞·湯瑪斯（Mia Thomas）             | Hulu                          | 主要角色；8集                                         |
| 2024       | 《壞孤兒》 （英語：The Bad Orphan）           | 潔西卡（Jessica）                  | Lifetime                      | 電視影片                                              |

#### 製作
| 年份 | 標題                  | 職位 | 職位 | 職位 | 附註     |
| 年份 | 標題                  | 演員 | 導演 | 監製 | 附註     |
| ---- | --------------------- | ---- | ---- | ---- | -------- |
| 2024 | 《壞孤兒》 （英語：The Bad Orphan） | 是   | 否   | 是   | 電視影片 |

## 獲獎和提名
| 年份 | 獎項             | 類別                         | 提名作品     | 結果 | 來源   |
| ---- | ---------------- | ---------------------------- | ------------ | ---- | ------ |
| 2012 | 美國演員工會獎   | 戲劇類影集最佳整體演出       | 《絕命毒師》 | 提名 | [ 13 ] |
| 2013 | 美國演員工會獎   | 戲劇類影集最佳整體演出       | 《絕命毒師》 | 提名 | [ 14 ] |
| 2014 | 美國演員工會獎   | 戲劇類影集最佳整體演出       | 《絕命毒師》 | 獲獎 | [ 15 ] |
| 2021 | 評論家選擇電視獎 | 電視電影及有限影集最佳女配角 | 《靈魂伴侶》 | 提名 | [ 16 ] |

## 外部連結
- 貝茜·布蘭特在互联网电影资料库（IMDb）上的資料（英文）